# Gnome-Rhône 14N
 Gnome-Rhône 14N byl dvouhvězdicový čtrnáctiválcový vzduchem chlazený letecký hvězdicový motor navržený a vyráběný společností Société des Moteurs Gnome-et-Rhône ve Francii. Motor byl vyvinut z předválečného motoru Gnome-Rhône 14K a byl používán na několika typech francouzských a německých letadel během druhé světové války.

## Vývoj a popis
Spolehlivost motorů 14K byla často kritizována, a proto společnost Gnome-Rhône provedla podstatné vylepšení svého čtrnáctiválcového motoru, přičemž použila různé materiály pro písty a ventily. Byl zvětšena i plocha pro chlazení motorů o 39 %.
Nový motor 14N byl zaveden v roce 1937 a byl rychle uplatněn u několika typů letounů. V roce 1939 provedla společnost Gnome-Rhône další vylepšení tohoto typu motorů, když byl zvětšen kompresní poměr z 6,1:1 na 6,8:1, což vedlo ke zvýšení výkonů vojenských letounů vyráběných pro očekávaný válečný konflikt.
Dalším vývojem motoru 14N vzniknul motor označený Gnome-Rhône 14R, který byl vybaven dvoustupňovým kompresorem. Tento typ však do konce druhé světové války nedosáhl podstatnějšího rozšíření, protože výroba vylepšených motorů byla zakázána podmínkami v příměří mezi Francií a Německem po pádu Francie v roce 1940.
Motor byl znám pro svůj poměrně malý průměr a byl dodáván jak v pravotočivé verzi (umísťovala se zpravidla na levou stranu letounu), tak i v levotočivé verzi (umístění obvykle na pravé straně letounu).

## Použití

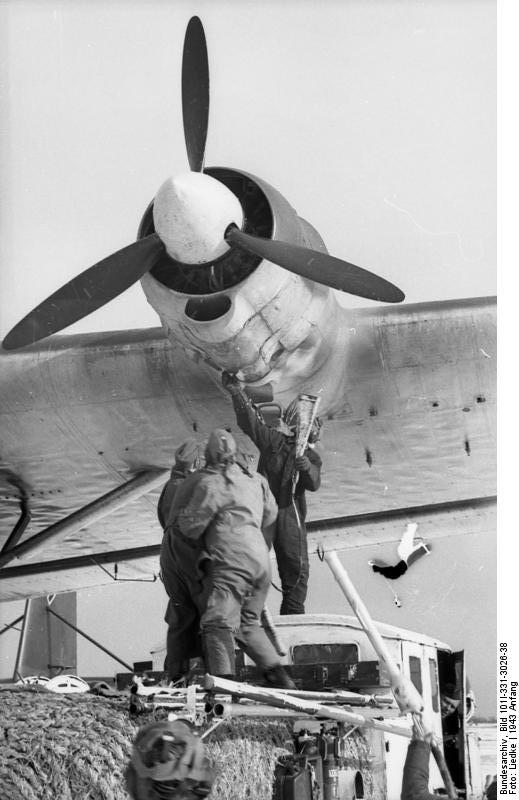
Motor Gnome-Rhône 14N na křídle německého letounu Me 323

- Amiot 351
- Amiot 354
- Bloch MB.131
- Bloch MB.151
- Bloch MB.152
- Bloch MB.155
- Bloch MB.174
- Bloch MB.175
- Bloch MB.210
- Farman F.222
- Latécoère 611
- Lioré et Olivier LeO 451
- SNCASE Languedoc
- Messerschmitt Me 323
- Koolhoven F.K.58
- PZL P.24
- PZL.43 Karaś
- PZL.46/III (rozestavěný prototyp)

## Specifikace (14N-48/-49)
Data pocházejí z publikace "Letadla 1939–45: Stíhací a bombardovací letadla Francie a Polska".

### Technické údaje
- Typ: čtrnáctiválcový dvouhvězdicový přeplňovaný čtyřdobý zážehový vzduchem chlazený letecký motor.
- Vrtání: 146 mm
- Zdvih: 165 mm
- Zdvihový objem: 38,673 l
- Průměr: 1,29 m
- Délka: 1,48 m

### Součásti motoru
- Ventilový rozvod: OHV, dva sací a dva výfukové ventily na každý válec
- Přeplňování: jednostupé jednorychlostní odstředivé dmychadlo
- Příprava palivové směsi: karburátor Stromberg
- Předepsané palivo: letecký etylizovaný benzín, min. 85 oktanů
- Chlazení: vzduchem

### Výkony
- Kompresní poměr: 6,80
- Hmotnost: 620 kg
- Litrový výkon: 29,86 k/litr (21,966 kW/l)
- Poměr výkonu a hmotnosti: 0,536 kg/k (0,73 kg/kW)
- Vzletový výkon: 1155 k (849,50 kW) při 2400 ot/min